# Новотолковська сільська рада
Новотолко́вська сільська рада (рос. Новотолковский сельский совет) — сільське поселення у складі Пачелмського району Пензенської області Росії.
Адміністративний центр — село Нова Толковка.

## Історія
2004 року було ліквідовано селище Толковка Калиновської сільради.
2010 року була ліквідована Калиновська сільська рада (село Калиновка, селища Владичкино, Красні Озера, Маяк, Підгорний), її територія увійшла до складу Новотолковської сільради.
2015 року було ліквідовано селище Підгорний.

## Населення
Населення — 978 осіб (2019; 1161 в 2010, 1458 у 2002).

## Склад
До складу сільської ради входять:
| Населений пункт       | Населення, осіб (2002) | Населення, осіб (2010) |
| --------------------- | ---------------------- | ---------------------- |
| Андрієвка, присілок   | 3                      | 2                      |
| Владичкино, селище    | 14                     | 4                      |
| Калиновка, село       | 478                    | 389                    |
| Красні Озера, селище  | 6                      | 4                      |
| Маяк, селище          | 9                      | 2                      |
| Нова Студенка, селище | 6                      | 4                      |
| Нова Толковка, село   | 561                    | 491                    |
| Підгорний, селище     | 5                      | 0                      |
| Стара Толковка, село  | 209                    | 133                    |
| Студенка, село        | 167                    | 132                    |
| Толковка, селище      | 0                      | -                      |